# Рочестер (Міннесота)
Рочестер (англ. Rochester) — місто в США, в окрузі Олмстед штату Міннесота. Населення — 121 395 осіб (2020).

## Географія
Рочестер розташований за координатами 44°0′56″ пн. ш. 92°28′38″ зх. д. / 44.01556° пн. ш. 92.47722° зх. д. (44.015442, -92.477210).  За даними Бюро перепису населення США в 2010 році місто мало площу 141,80 км², з яких 141,38 км² — суходіл та 0,42 км² — водойми.

### Клімат
| Клімат : Рочестер       | Клімат : Рочестер | Клімат : Рочестер | Клімат : Рочестер | Клімат : Рочестер | Клімат : Рочестер | Клімат : Рочестер | Клімат : Рочестер | Клімат : Рочестер | Клімат : Рочестер | Клімат : Рочестер | Клімат : Рочестер | Клімат : Рочестер | Клімат : Рочестер |
| Показник                | Січ.              | Лют.              | Бер.              | Квіт.             | Трав.             | Черв.             | Лип.              | Серп.             | Вер.              | Жовт.             | Лист.             | Груд.             | Рік               |
| Абсолютний максимум, °C | 14,4              | 17,2              | 27,8              | 33,3              | 41,1              | 40,6              | 42,2              | 37,8              | 37,8              | 33,9              | 25,0              | 17,8              | 42,2              |
| Середній максимум, °C   | −4,7              | −2,2              | 4,7               | 13,9              | 20,4              | 25,6              | 27,4              | 26,1              | 21,9              | 14,7              | 5,3               | −2,7              | 12,6              |
| Середній мінімум, °C    | −13,5             | −10,9             | −4,3              | 2,4               | 8,6               | 14,0              | 16,3              | 15,2              | 10,2              | 3,6               | −3,3              | −11               | 2,3               |
| Абсолютний мінімум, °C  | −41,1             | −37,2             | −35               | −15               | −6,1              | −0,6              | 4,4               | 0,0               | −5,6              | −21,1             | −31,1             | −36,1             | −41,1             |
| Норма опадів, мм        | 22                | 21                | 48                | 82                | 92                | 119               | 116               | 115               | 88                | 57                | 49                | 31                | 839               |
| Днів з опадами          | 8,4               | 7,9               | 10,2              | 11,2              | 12,4              | 11,7              | 10,5              | 10,0              | 9,9               | 9,4               | 9,3               | 9,7               | 120,6             |
| Днів зі снігом          | 8,6               | 7,5               | 6,0               | 2,3               | 0,1               | 0                 | 0                 | 0                 | 0                 | 0,9               | 5,2               | 9,3               | 39,9              |
| ----------------------- | ----------------- | ----------------- | ----------------- | ----------------- | ----------------- | ----------------- | ----------------- | ----------------- | ----------------- | ----------------- | ----------------- | ----------------- | ----------------- |
| Джерело: NOAA           |                   |                   |                   |                   |                   |                   |                   |                   |                   |                   |                   |                   |                   |

## Демографія
Згідно з переписом 2010 року, у місті мешкало 106 769 осіб у 43 025 домогосподарствах у складі 26 853 родин. Густота населення становила 753 особи/км².  Було 45683 помешкання (322/км²).
Расовий склад населення:
| - 82,0 % — білих - 6,8 % — азіатів - 6,3 % — чорних або афроамериканців - 0,3 % — корінних американців - 2,0 % — осіб інших рас |

До двох чи більше рас належало 2,6 %. Частка іспаномовних становила 5,2 % від усіх жителів.
За віковим діапазоном населення розподілялося таким чином: 24,8 % — особи молодші 18 років, 62,5 % — особи у віці 18—64 років, 12,7 % — особи у віці 65 років та старші. Медіана віку мешканця становила 35,0 року. На 100 осіб жіночої статі у місті припадало 93,9 чоловіків;  на 100 жінок у віці від 18 років та старших — 90,8 чоловіків також старших 18 років.
Середній дохід на одне домашнє господарство  становив 83 940 доларів США (медіана — 64 554), а середній дохід на одну сім'ю — 102 719 доларів (медіана — 83 366). Медіана доходів становила 52 909 доларів для чоловіків та 45 636 доларів для жінок. За межею бідності перебувало 10,3 % осіб, у тому числі 12,6 % дітей у віці до 18 років та 5,4 % осіб у віці 65 років та старших.
Цивільне працевлаштоване населення становило 58 963 особи. Основні галузі зайнятості: освіта, охорона здоров'я та соціальна допомога — 45,6 %, роздрібна торгівля — 10,7 %, виробництво — 9,0 %, науковці, спеціалісти, менеджери — 7,6 %.

## Відомі люди
- Майкл Берджес (* 1950) — американський політик.
- Ігор Вовковинський — американський актор. Відомий своїм великим зростом — 2 метри і 30 сантиметрів. Занесений до Книги рекордів Гіннеса.
- Луїс Лазанья — американський лікар, автор перегляду клятви Гіппократа